# Маній Емілій Лепід (консул 11 року)
Маній Емілій Лепід (лат. Manius Aemilius Lepidus; 23 рік до н. е. — після 22 року н. е.) — політичний діяч ранньої Римської імперії, консул 11 року.

## Життєпис
Походив з патриціанського роду Еміліїв. Син Квінта Емілія Лепіда та Корнелії. 
У 11 році н. е. обрано консулом разом з Титом Статилієм Тавром. У 20 році н. е. Лепід захищав свою сестру Лепіду, звинувачену її першим чоловіком Квірінієм у тому, що вона шахрайським чином стверджувала, ніби народила від нього сина, а також у перелюбстві, чаклунстві й спробі отруєння. Втім захист Манія Емілія був невдалим — Лепіда була визнана винною і присуджена до позбавлення вогню й води.
Лепід був досить бідним, у зв'язку з чим у 21 році Секст Помпей заперечував проти того, щоб доручати йому управління провінцією Азія. Проте сенат з цим не погодився, тому у 21—22 роках Лепід керував Азією як проконсул. У цей же час він став членом колегії авгурів. Подальша доля невідома.

## Родина
- Емілія Лепіда.